# Bonrepos-sur-Aussonnelle
Bonrepos-sur-Aussonnelle település Franciaországban, Haute-Garonne megyében. Lakosainak száma 1247 fő (2022. január 1.). Bonrepos-sur-Aussonnelle Lias, Fontenilles, Saiguède, Saint-Thomas és Auradé községekkel határos.

## Népesség
A település népességének változása:
| Lakosok száma | 162  | 319  | 510  | 762  | 1049 | 1140 | 1187 | 1225 | 1249 | 1247 |
|               | 1968 | 1982 | 1990 | 2006 | 2013 | 2015 | 2017 | 2019 | 2020 | 2022 |